# Shashank Vyas
Shashank Vyas (sinh 30 tháng 11 năm 1986) tại Ujjain, Madhya Pradesh là diễn viên truyền hình kiêm người mẫu Ấn Độ. Shashank có chiều cao 1.85 m. Anh được biết đến bởi vai diễn Jagdish Bhairon Singh trong Cô dâu 8 tuổi.